# Marthe Doutreligne
Marthe Doutreligne was een Belgische verzetsstrijdster die tijdens de Eerste Wereldoorlog voor de Britten werkte. 

## Levensloop
Doutrelingne was de dochter van een Oudenaardse dokter Robert Doutreligne. Toen hij opmerkte dat hij het jammer vond geen zoon te hebben die tijdens de oorlog het vaderland kon dienen, was Doutrelingne vastbesloten zich in te zetten bij het verzet. Samen met haar zus Madeleine sloot ze zich aan bij een spionagenetwerk.
Doutrelingne was verloofd met de Vlaamse architect Jozef Baeckelmans. Na de inval van de Duitsers was hij naar Engeland vertrokken. In Engeland leerde hij hoe hij zich als spion kon inzetten. Eenmaal terug in België, richtte hij samen met zijn vriend Alexander Franck een spionagenetwerk op waar Doutrelingne en haar zus onderdeel van werden. Het netwerk werd vrij snel door de Duitsers ontdekt en Baeckelmans en Franck werden in 1915 gefusilleerd.
Na de dood van Baeckelmans nam Doutrelingne de leiding over en zette zij de activiteiten voort. Ze werkte onder andere banden met de Brusselse spionne Gabrielle Petit. Doordat Doutrelingne in de gaten werd gehouden door de Duitsers, vluchtte ze naar het neutrale Nederland. Uiteindelijk vluchtte ze naar Engeland met een onderzeeër.
Ze werd gearresteerd en in december 1916 ter dood veroordeeld. Ze kreeg echter gratie en verbleef tot het eind van de oorlog in Siegburg.